# Moushaumi Robinson
Moushaumi Robinson (Hattiesburg, 13 aprile 1981) è un'ex velocista statunitense.

## Biografia
Specializzata nei 400 metri piani, ha vinto, seppur gareggiando solo in batteria, la medaglia d'oro nella staffetta 4×400 metri ai Giochi olimpici di Atene 2004.

## Palmarès
| Anno | Manifestazione      | Sede          | Evento    | Risultato | Prestazione | Note |
| ---- | ------------------- | ------------- | --------- | --------- | ----------- | ---- |
| 2003 | Giochi panamericani | Santo Domingo | 4 × 400 m | Oro       | 3'27"76     |      |
| 2004 | Giochi olimpici     | Atene         | 4 × 400 m | Oro       | 3'19"01     |      |